# Reg Armstrong
Reg Armstrong (ur. 1 września 1928 w Liverpoolu, zm. 24 listopada 1979 w Avoca) – irlandzki kierowca motocyklowy.

## Poszczególne wyścigi
| Sezon | Klasa   | Zespół    | Wyniki w poszczególnych eliminacjach | Wyniki w poszczególnych eliminacjach | Wyniki w poszczególnych eliminacjach | Wyniki w poszczególnych eliminacjach | Wyniki w poszczególnych eliminacjach | Wyniki w poszczególnych eliminacjach | Wyniki w poszczególnych eliminacjach | Wyniki w poszczególnych eliminacjach | Wyniki w poszczególnych eliminacjach | Punkty | Pozycja |
| Sezon | Klasa   | Zespół    | IMN                                  | CHE                                  | NLD                                  | BEL                                  | ULS                                  | ITA                                  |                                      |                                      |                                      | Punkty | Pozycja |
| ----- | ------- | --------- | ------------------------------------ | ------------------------------------ | ------------------------------------ | ------------------------------------ | ------------------------------------ | ------------------------------------ | ------------------------------------ | ------------------------------------ | ------------------------------------ | ------ | ------- |
| 1949  | 350 cm³ | AJS       | 5                                    |                                      |                                      | 4                                    |                                      | 3                                    |                                      |                                      |                                      | 18     | 2       |
| 1949  | 500 cm³ | AJS       | 7                                    |                                      |                                      |                                      |                                      |                                      |                                      |                                      |                                      | 0      | NS      |
|       |         |           | IMN                                  | BEL                                  | NLD                                  | CHE                                  | ULS                                  | ITA                                  |                                      |                                      |                                      | Punkty | Pozycja |
| 1950  | 350 cm³ | Velocette | NS                                   |                                      | 5                                    | 4                                    | 2                                    |                                      |                                      |                                      |                                      | 11     | 5       |
| 1950  | 500 cm³ | Velocette | 6                                    |                                      |                                      |                                      |                                      |                                      |                                      |                                      |                                      | 1      | 17      |
|       |         |           | ESP                                  | CHE                                  | IMN                                  | BEL                                  | NLD                                  | FRA                                  | ULS                                  | ITA                                  |                                      | Punkty | Pozycja |
| 1951  | 350 cm³ | Norton    |                                      | 3                                    | 23                                   |                                      |                                      | 5                                    | 4                                    | 5                                    |                                      | 11     | 7       |
| 1951  | 500 cm³ | Norton    |                                      | 2                                    | NS                                   | 4                                    |                                      |                                      |                                      |                                      |                                      | 9      | 6       |
|       |         |           | CHE                                  | IMN                                  | NLD                                  | BEL                                  | DEU                                  | ULS                                  | ITA                                  | ESP                                  |                                      | Punkty | Pozycja |
| 1952  | 350 cm³ | Norton    | 3                                    | 2                                    | 4                                    | 3                                    | 1                                    | 2                                    |                                      |                                      |                                      | 24     | 2       |
| 1952  | 500 cm³ | Norton    |                                      | 1                                    | 4                                    |                                      | 1                                    |                                      | 6                                    | 5                                    |                                      | 22     | 3       |
|       |         |           | IMN                                  | NLD                                  | BEL                                  | DEU                                  | FRA                                  | ULS                                  | CHE                                  | ITA                                  | ESP                                  | Punkty | Pozycja |
| 1953  | 125 cm³ | NSU       |                                      |                                      |                                      |                                      |                                      | 3                                    |                                      |                                      |                                      | 4      | 9       |
| 1953  | 250 cm³ | NSU       |                                      | 3                                    |                                      |                                      |                                      | 1                                    | 1                                    | 4                                    |                                      | 23     | 2       |
| 1953  | 500 cm³ | Gilera    | 3                                    | 2                                    | 3                                    |                                      | 2                                    | 4                                    | 3                                    | 4                                    |                                      | 24     | 2       |
|       |         |           | FRA                                  | IMN                                  | ULS                                  | BEL                                  | NLD                                  | DEU                                  | CHE                                  | ITA                                  | ESP                                  | Punkty | Pozycja |
| 1954  | 250 cm³ | NSU       |                                      | 3                                    |                                      |                                      |                                      |                                      |                                      |                                      |                                      | 4      | 9       |
| 1954  | 500 cm³ | Gilera    |                                      | 4                                    |                                      |                                      |                                      | 3                                    | 3                                    | 5                                    |                                      | 13     | 5       |
|       |         |           | ESP                                  | FRA                                  | IMN                                  | DEU                                  | BEL                                  | NLD                                  | ULS                                  | ITA                                  |                                      | Punkty | Pozycja |
| 1955  | 500 cm³ | Gilera    | 1                                    | 3                                    | 2                                    |                                      |                                      | 2                                    |                                      | 2                                    |                                      | 30     | 2       |
|       |         |           | IMN                                  | NLD                                  | BEL                                  | DEU                                  | ULS                                  | ITA                                  |                                      |                                      |                                      | Punkty | Pozycja |
| 1956  | 500 cm³ | Gilera    |                                      |                                      |                                      | 1                                    |                                      | 4                                    |                                      |                                      |                                      | 11     | 5       |